# Furnarius cinnamomeus
El hornero del Pacífico (Furnarius cinnamomeus), también conocido como pillaja o chilalo,[cita requerida] es una especie de ave paseriforme de la familia Furnariidae perteneciente al género Furnarius. Es nativo de la pendiente del Pacífico del noroeste de América del Sur.

## Distribución y hábitat
Se restringe a la parte noroeste del continente de América del Sur, en el oeste del Ecuador (al sur desde el oeste de Esmeraldas) y noroeste de Perú, hasta el norte de Áncash, también fue registrado recientemente en el suroeste de Colombia (Nariño, probablemente expandiéndose hacia el norte). Su distribución hacia el este está restringido por la cordillera de los Andes, excepto en el Abra Porculla (departamento de Piura, Perú), una región donde la altura de los Andes baja bastante, la especie ha logrado cruzar los Andes, entrando la cuenca del Río Marañon. Es una especie de tierras bajas, pero en algunos sitios su distribución puede llegar hasta los 2500 m de altitud, especialmente en las provincias de Loja, Ecuador y Ayabaca en Perú.
Habita en bosques secos ecuatoriales. Es un ave de espacios abiertos, pero con buena presencia de vegetación, sea en la ciudad, en el campo o de lugares alterados. La alteración de bosques nativos a cultivos o por otras razones está promoviendo que su distribución se amplíe. Comúnmente se le encuentra cerca de fuentes de agua, sobre todo durante la época reproductiva, para construcción de su nido característico.

## Descripción
Mide entre 19 y 20 cm de longitud y pesa entre 45 y 63 g. Es un hornero grande, de colores vivos, con un pico casi recto bastante duro. Los colores que lo caracterizan, tanto al macho como a la hembra, son: el canela que cubre la mayor parte de su cuerpo (parte superior y las alas), en la cabeza tiene una corona de color marrón-gris y una franja blanca que nace desde la parta superior del ojo hacia atrás pasando por el pecho y la parte inferior de su cuerpo. Sus patas son grandes y de color gris o rosado pálido.

## Sistemática

### Descripción original
La especie F. cinnamomeus fue descrita por primera vez por el naturalista francés René Primevère Lesson en 1844 bajo el nombre científico Picolaptes cinnamomeus; su localidad tipo es «Guayaquil, Ecuador».

### Etimología
El nombre genérico masculino «Furnarius» proviene del latín «furnarius» que significa ‘panadero’, o «furnus» que significa ‘horno’; en referencia al distintivo nido de las especies del género; y el nombre de la especie «cinnamomeus», proviene del latín moderno y significa ‘de color canela’.

### Taxonomía
Hasta recientemente era considerada conespecífica con Furnarius leucopus y F. longirostris, pero difiere del primero en su tamaño mucho mayor, partes inferiores significativamente más pálidas, corona gris y no parda, iris blancuzcos y no castaños; y vocalización algo diferente; y del segundo por su tamaño mayor, partes inferiores significativamente más pálidas, iris blancuzcos y no castaños, y canto diferente, con perfil de notas diferentes y menos desaceleración. Es monotípica.
Las anteriormente subespecies F. leucopus cinnamomeus y F. leucopus longirostris ya eran tratadas como especies plenas por el Congreso Ornitológico Internacional (IOC), por Aves del Mundo (HBW) y por Birdlife International (BLI), y más recientemente por Clements checklist/eBird. A pesar de reconocer que merecerían ser elevadas al rango de especies plenas,el Comité de Clasificación de Sudamérica (SACC) rechazó la Propuesta N° 35, de separación de las subespecies, debido a insuficiencia de datos publicados. Es monotípica.